# Лютка (усадьба)
Лютка — старинная усадьба, принадлежавшая русскому учёному-востоковеду Фёдору Щербатскому. Расположена в Лужском районе Ленинградской области, в деревне Лютка, на территории современного Ям-Тёсовского сельского поселения.
Является памятником градостроительства и архитектуры.

## История
В 1783 году селом Лютка владел подполковник Ульян Тихонович Болотников, а земля в 169 десятин делилась между ним и статским советником Яковом Ивановичем Сукиным. В середине XIX века сын Болотникова, действительный тайный советник Алексей Ульянович, продал свою часть имения контр-адмиралу Ростиславу Степановичу Вальронту. К тому времени расширилось и село, и сама усадьба.
Другой частью села к тому времени владели Фёдор Григорьевич и Мария Сергеевна Щербатские, после смерти которых в 1869 году наследство было разделено между детьми. Один из них — Ипполит Федорович — получил имение Лютка, где устроил свою усадьбу и значительно увеличил всю территорию, выкупив в 1883 году у наследников Вальронта их часть поместья, а также восемь пустошей у разных помещиков. К 1889 году Ипполит Фёдорович владел стал крупным землевладельцем. Сама усадьба к тому времени занимала 15 десятин земли, а общее владение Щербатских превышало 2200 десятин.
Ипполит Щербатский построил в усадьбе новый каменный господский дом с переменной этажностью (2 и 3 этажа) и башней. Между регулярными посадками лип и дубов были высажены деревья, придавшие парку черты пейзажности. Перед домом был устроен сквер, усаженный ясенями, клёнами, вязами и туями. К востоку от него располагались фруктовые сады и огороды, к северу — хозяйственные постройки. Там же на отдельном участке среди крестьянских дворов Щербатский соорудил дом для своей экономики Марьяны Филипповны. Его первый каменный этаж завершал карниз, а двускатная крыша образовывала широкий фронтон. По центру главного фасада в кровлю врезался деревянный мезонин, перекрытый двускатной крышей, которую поддерживали консоли балкона. Сочетание разных объёмов и материалов придавало этому домику достаточную выразительность. За ним закрепилось название «Марьянин дом».
В 1890 году имение от Ипполита Щербатского перешло к его сыну Федору Ипполитовичу, которому было тогда 24 года. Он увеличил усадьбу, купив несколько соседних участков. Щербатский прожил в усадьбе безвылазно почти шесть лет, занимаясь хозяйственными заботами, а также уделяя время наукам в усадебной библиотеке. В 1899 году имение было заложено банку и оценено в 145 000 рублей. В 1917 году, ещё до Октябрьского переворота, Фёдор Ипполитович продал все свои земли, кроме усадебного участка, включавшими в себя собственно усадьбу, поля и лес. После прихода советской власти, Щербатский был членом Академии наук и продолжал пользоваться имением как дачей. Учёный приезжал сюда ради творчества и уединения. В люткинской усадебной библиотеке скопилось множество книг, особенно по буддологии и востоковедению.
Во время Великой Отечественной войны территория Лужского района была оккупирована немецкими войсками. Фёдора Щербатского эвакуировали в Северный Казахстан, где он скончался в 1942 году. В усадебном доме немцы разместили военный госпиталь.
С 1962-го по 1976-й год в красно-кирпичном здании усадьбы действовала Волосковская восьмилетняя школа. Интерьеры дома были серьезно изменены и приспособлены под школьные нужды. После 1976 года в усадьбе разместился комсомольско-молодёжный лагерь для старшеклассников.
К началу XXI века территория имения находилось в заброшенном состоянии: здания полуразрушены, несколько раз подвергались пожарам.

## Галерея

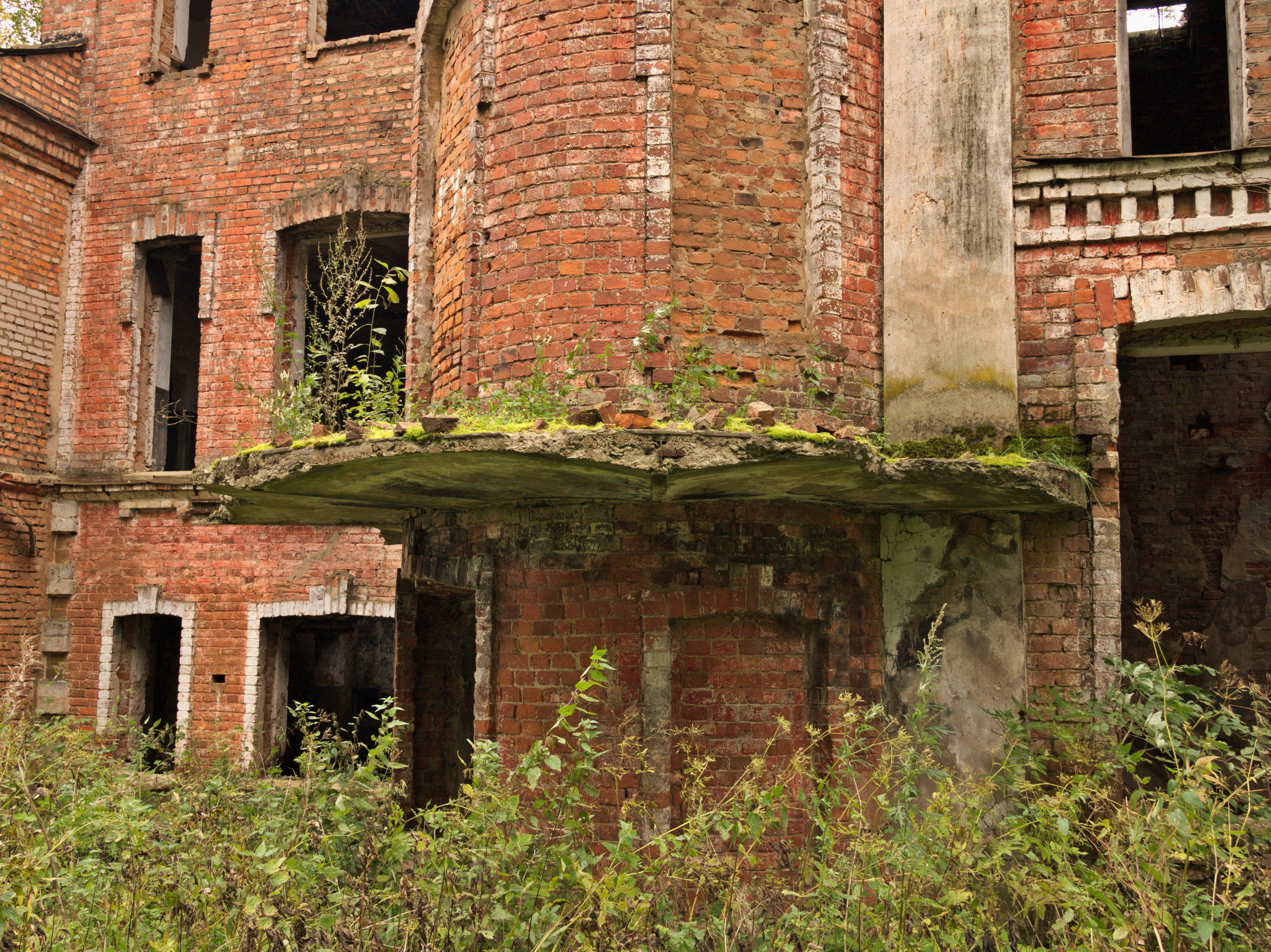
Фрагменты фасада
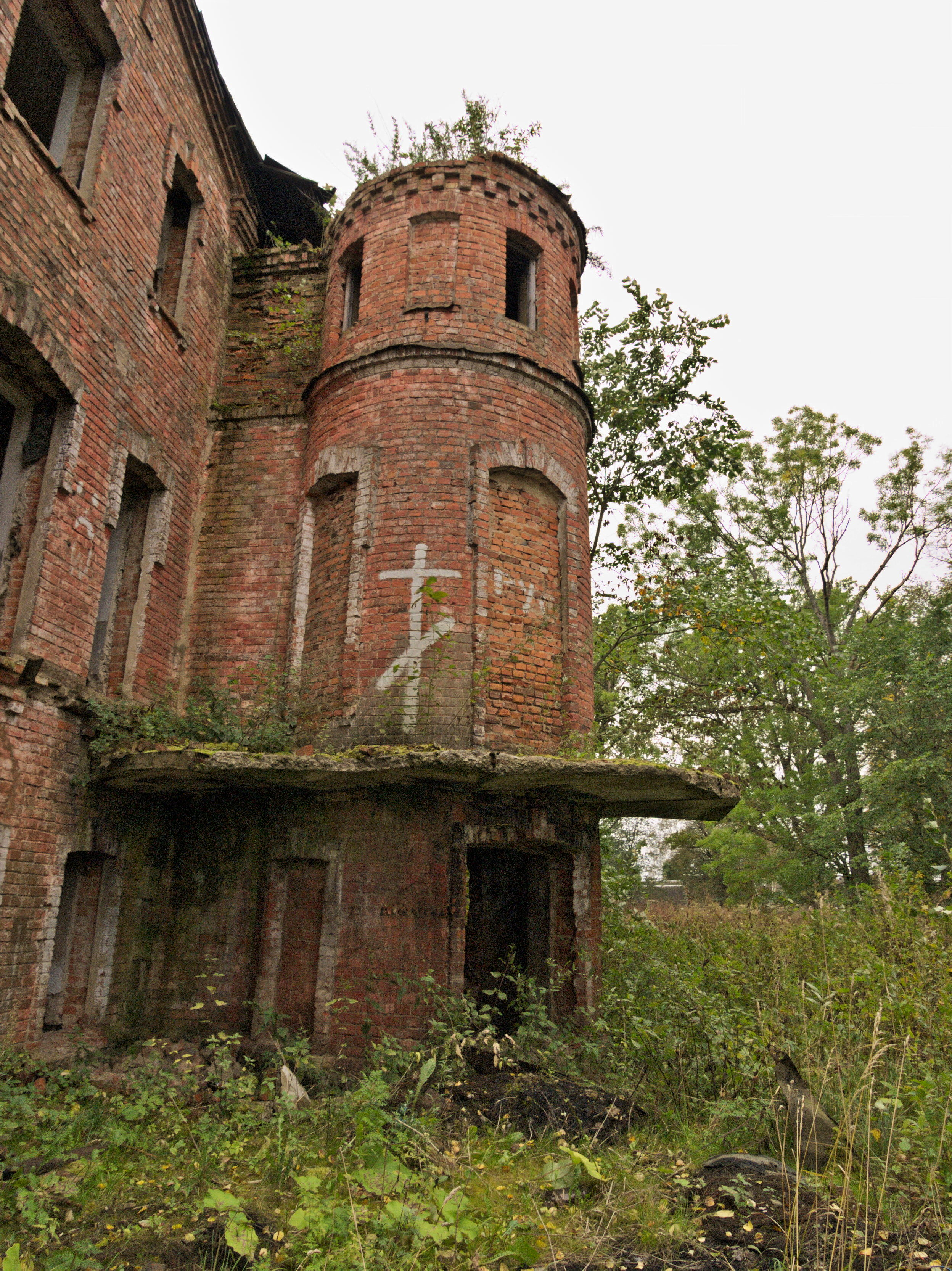
Башня
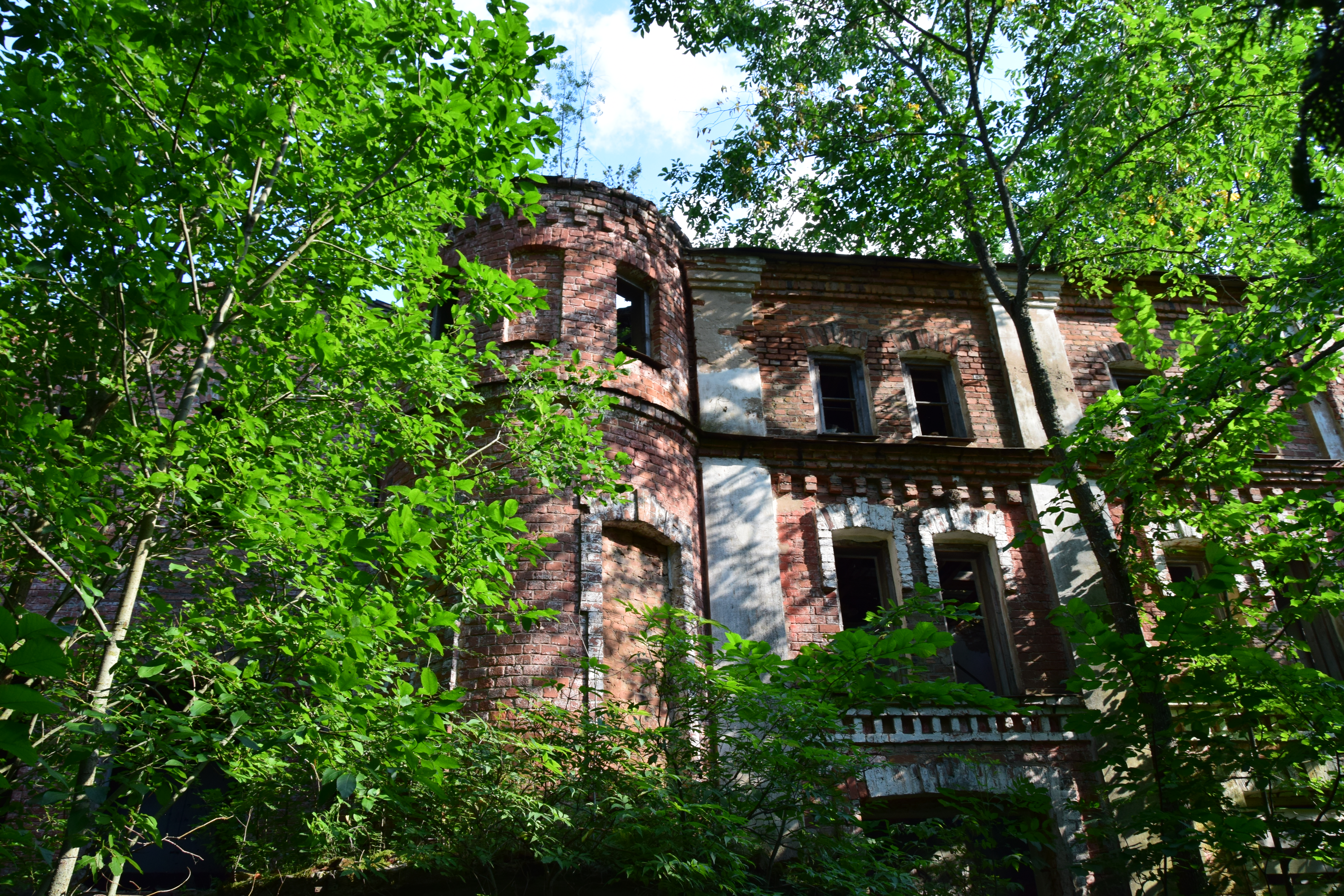
Вид в зарослях
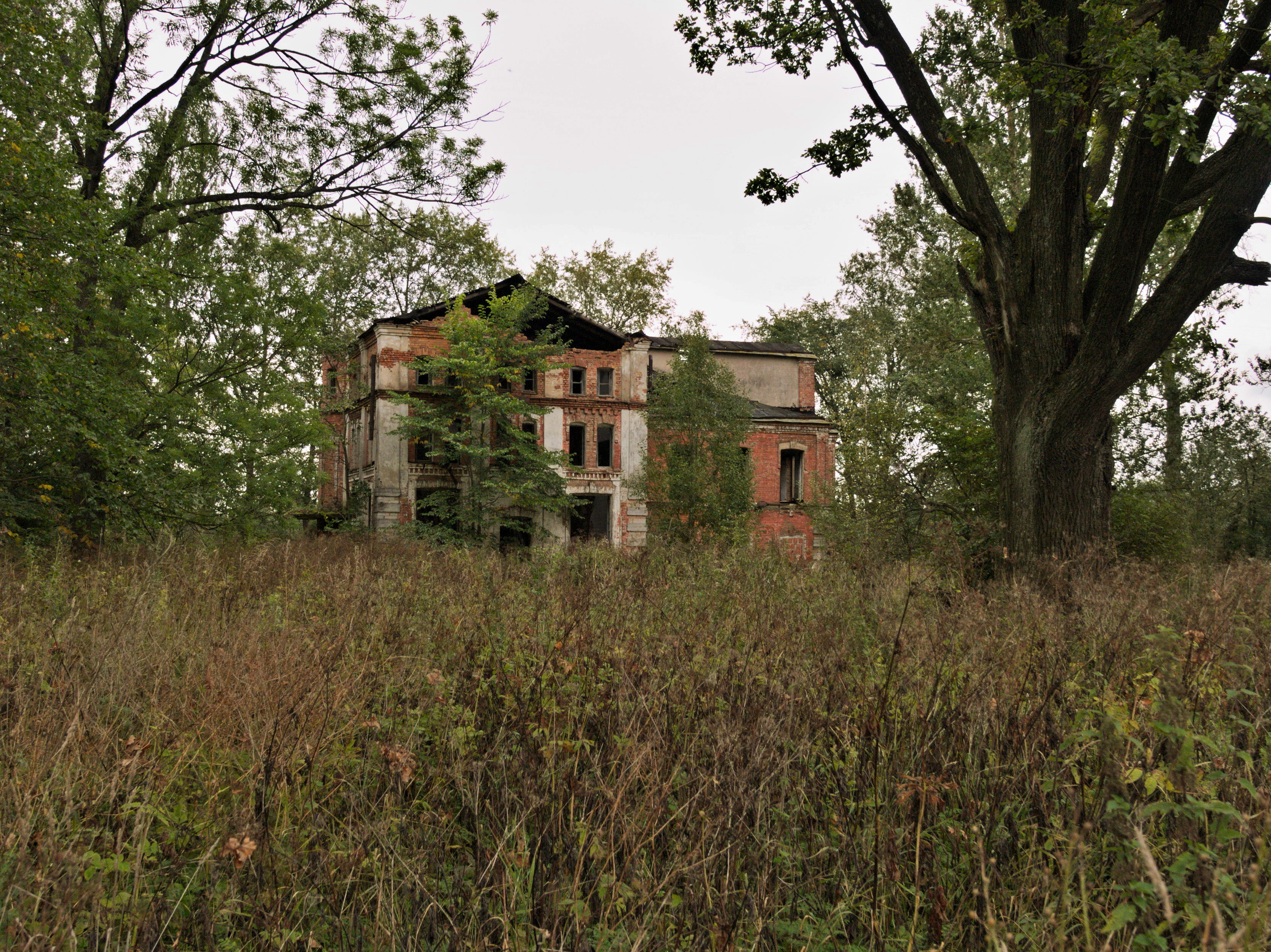
Общий вид